# Heisei
Heisei (jap. 平成時代 Heisei-jidai) – era w historii Japonii, trwająca od 8 stycznia 1989 roku do 30 kwietnia 2019 roku.

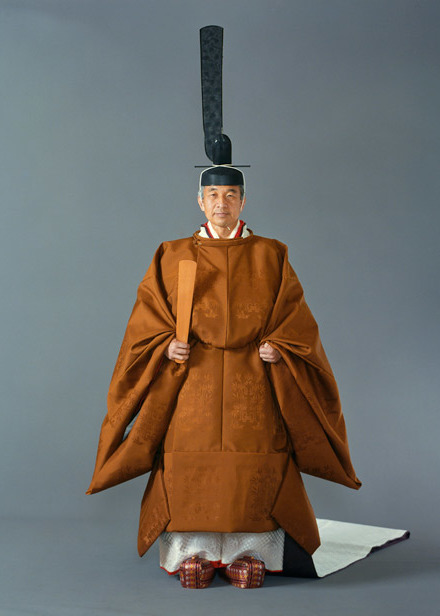
Cesarz Akihito (era Heisei) 1990

Zgodnie z tradycją, wstępujący na tron cesarz wybiera nazwę dla okresu swojego panowania. Cesarz Akihito wybrał nazwę „Heisei”, co jest tłumaczone w uproszczeniu jako „pokój wszędzie”. Nazwa została zaczerpnięta z dwóch klasycznych ksiąg chińskich, poświęconych historii i filozofii: „Zapisków historyka” i „Księgi dokumentów”.
W sierpniu 2016 roku, w telewizyjnym przemówieniu do narodu, cesarz Akihito wyraził obawy, że jego zaawansowany wiek pewnego dnia uniemożliwi mu wypełnianie oficjalnych obowiązków. W czerwcu 2017 roku japoński parlament uchwalił ustawę zezwalającą synowi Akihito, Naruhito, na objęcie tronu. W związku z abdykacją cesarza Akihito, końcem ery Heisei był dzień ustąpienia cesarza z tronu – 30 kwietnia 2019.

## Ważne wydarzenia

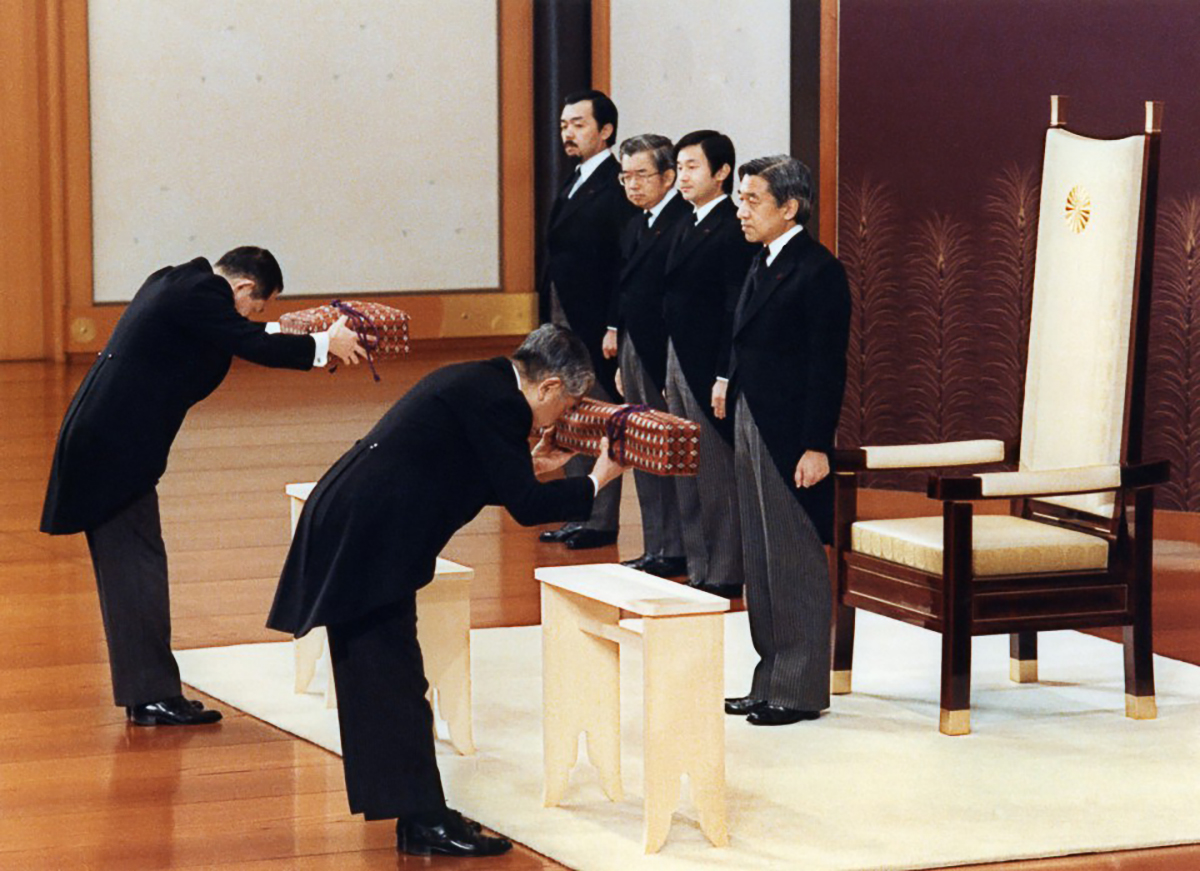
Obraz ceremonii sukcesji japońskich regaliów cesarskich podczas intronizacji księcia Akihito na tron (Kancelaria Premiera, 1989)

Pierwszy rok panowania Akihito był jednym z najszybciej rozwijających się dla japońskiej gospodarki. Po podpisaniu Porozumienia Plaza w 1985 roku jen znacznie zyskał na wartości, a Bank Japonii utrzymał niskie stopy procentowe.
Z kolei lata 90. w Japonii były okresem stagnacji w całym społeczeństwie, wywołanym pęknięciem „bańki spekulacyjnej”. Następnie Japonia doświadczyła tak zwanej „straconej dekady”, która w rzeczywistości składała się z ponad dekady deflacji cen i znacznej stagnacji PKB, ponieważ japońskie banki walczyły o pozbycie się niespłaconych kredytów, a firmy w innych sektorach przeszły restrukturyzację.

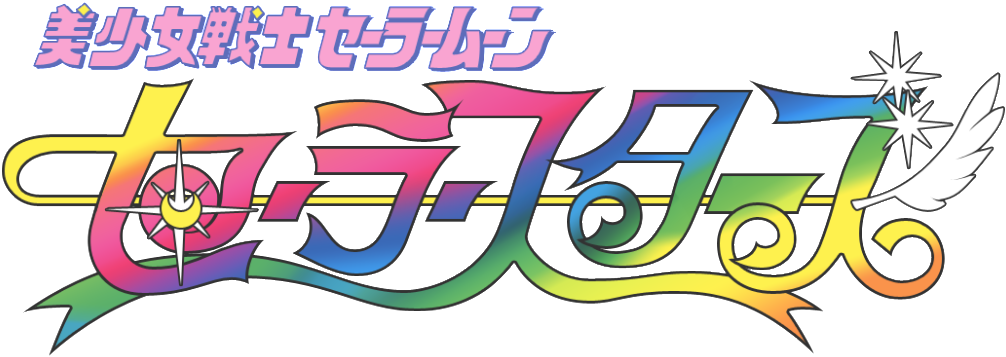
Logo z popularnego w latach 90. anime Bishoujo Senshi Sailor Moon

Jednak lata 90. były także erą „boomu anime”, kiedy to konwenty animacji i anime stały się coraz bardziej popularne, a kilka medialnych serii anime zyskało światową popularność.
W 1995 południową część prefektury Hyōgo nawiedziło silne trzęsienie ziemi. W tym samym roku sekta Najwyższej Prawdy przeprowadziła atak gazem sarin w tokijskim metrze.
11 grudnia 1997 roku w Kioto 192 strony przyjęły Protokół z Kioto, międzynarodowy traktat regulujący emisje gazów cieplarnianych.

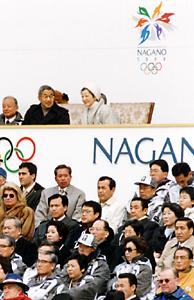
Ceremonia otwarcia Zimowych Igrzysk Olimpijskich w Nagano 1998 (w górnym rogu zdjęca widać cesarza i cesarzową Japonii)

W 1998 roku Japonia była gospodarzem Zimowych Igrzysk Olimpijskich w Nagano.
W erze Heisei Japonia powróciła na mapę świata jako potęga militarna. W 1991 roku zobowiązała się do wsparcia wojny w Zatoce Perskiej kwotą 10 mld USD, ale art. 9 konstytucji uniemożliwił jej udział w samej wojnie. Jednak po wojnie, od 26 kwietnia do października 1991 roku, sześć trałowców Morskich Sił Samoobrony zostało rozmieszczonych w celu usunięcia 34 min w Zatoce Perskiej, aby poprawić bezpieczeństwo statków.
Po rozpoczęciu drugiej inwazji na Irak w 2003 roku premier Junichiro Koizumi zatwierdził rozmieszczenie jednostki Sił Samoobrony, która została rozmieszczona w celu wsparcia odbudowy Iraku. Była to pierwsza operacja wojskowa poza granicami kraju od czasów II wojny światowej (z wyłączeniem misji wspieranych przez ONZ).

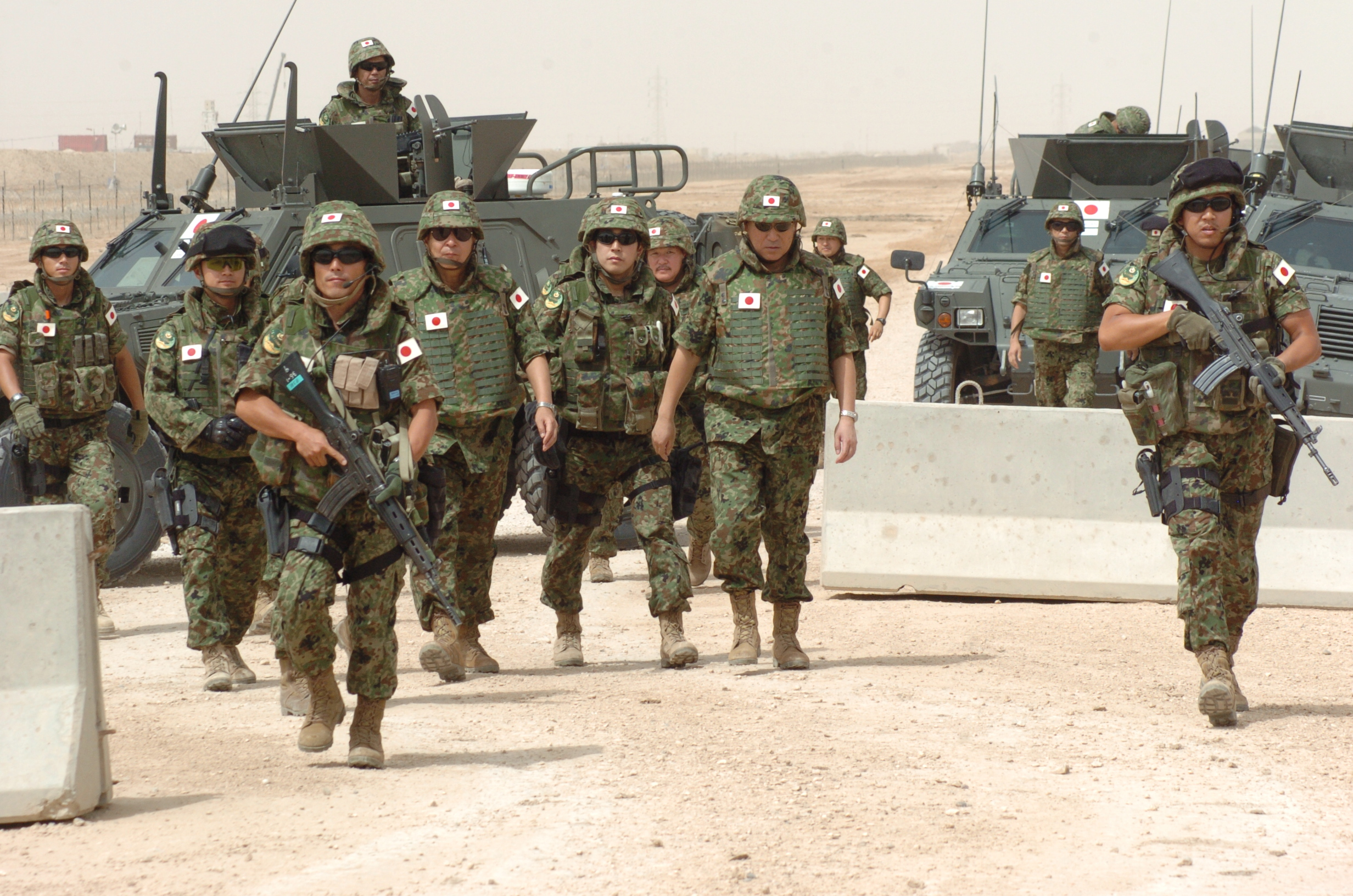
Żołnierze Japońskich Sił Samoobrony w Iraku

W 2002 Japonia była współgospodarzem Mistrzostw Świata FIFA 2002 wraz z Koreą Południową, po raz pierwszy impreza odbyła się w Azji i po raz pierwszy była współorganizowana przez więcej niż jeden kraj.
23 października 2004 roku trzęsienie ziemi nawiedziło prefekturę Niigata.
W listopadzie 2005 sonda kosmiczna JAXA Hayabusa wylądowała na asteroidzie i zebrała próbkę gruntu z jej powierzchni. 13 czerwca 2010 roku sonda powróciła na ziemię.
Populacja Japonii osiągnęła szczytowy poziom 128 milionów w 2008 roku. Była to największa populacja w jej historii. Od tego czasu populacja zmniejszyła się z powodu spadku wskaźnika urodzeń.
W lipcu 2010 roku w Dżibuti w Somalii powstała pierwsza po wojnie zagraniczna baza Japońskich Sił Samoobrony. W grudniu tego samego roku japoński program obronny narodowej zmienił politykę obronną z koncentracji na byłym Związku Radzieckim na koncentrację na Chinach.

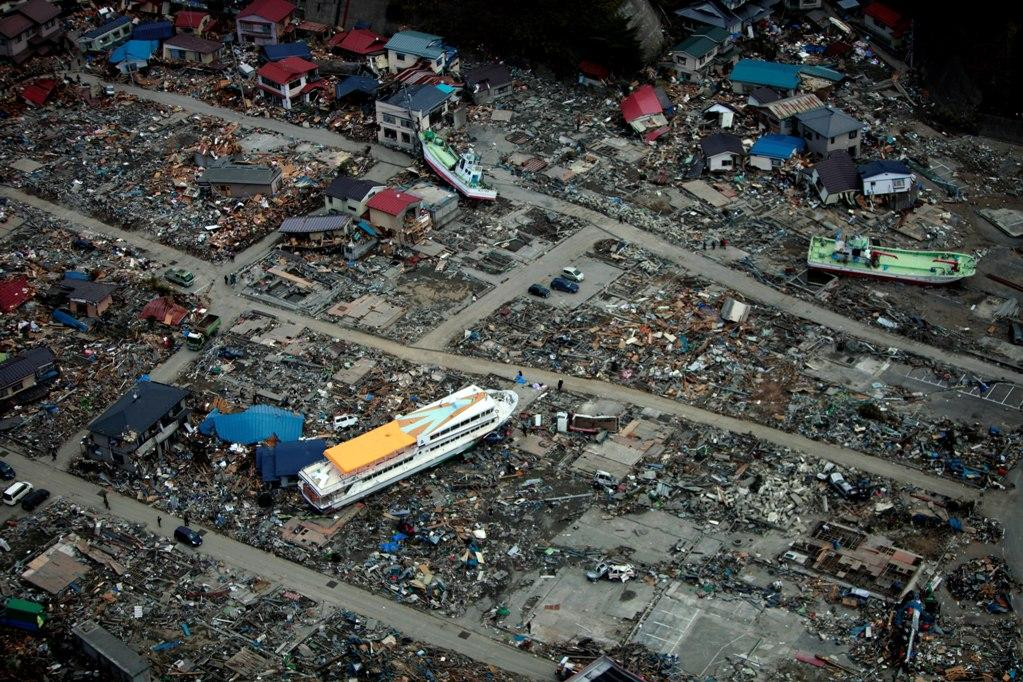
Miasto Miyako, prefektura Iwate (20 marca 2011), duży prom zakotwiczony w głębi lądu otoczony zniszczonymi domami po trzęsieniu ziemi o sile 9,0 w skali Richtera i następującym po nim tsunami, które nawiedziło Japonię 11 marca 2011 roku

W 2011 roku japońska gospodarka spadła na trzecie miejsce na świecie pod względem nominalnego PKB. 11 marca trzęsienie ziemi i tsunami nawiedziły zachodnią Japonię, zabijając ponad 15 000 osób. Tsunami zniszczyło również elektrownię jądrową Fukushima, a Japonia oceniła skalę tej katastrofy jako kategorię 7 w skali INES, co oznacza najpoważniejszy wypadek. W tym samym miesiącu Tokyo Skytree o wysokości 634 metrów stał się najwyższym wieżowcem na świecie.
18 września 2015 po raz pierwszy na mocy konstytucji z 1947 roku, parlament przyjął ustawę wojskową, zezwalającą Siłom Samoobrony na obronę sojuszników w zbiorowej samoobronie.

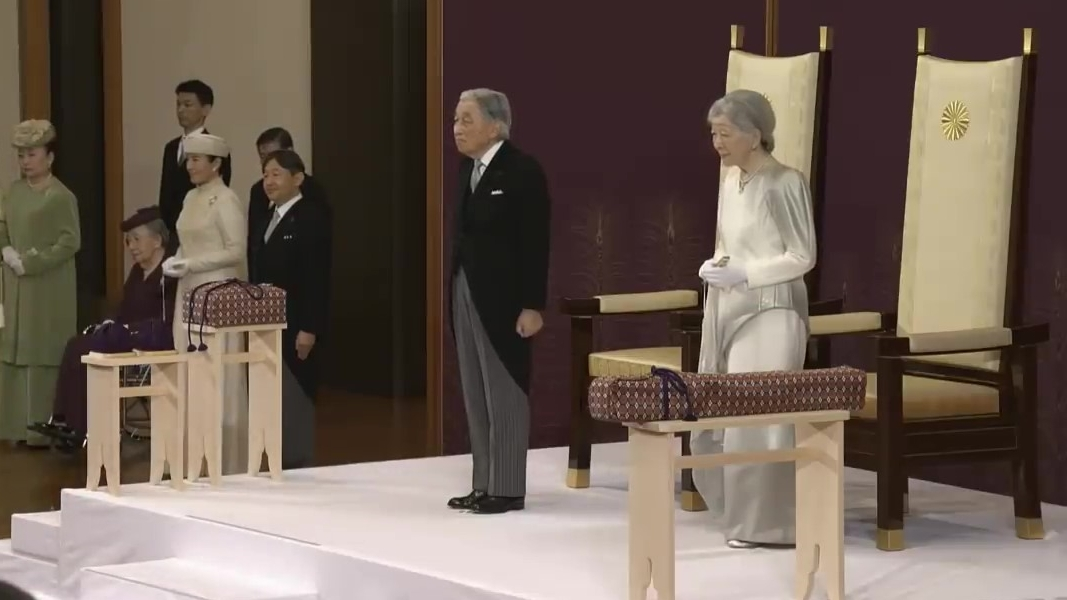
Uroczystość abdykacji Jego Wysokości Cesarza Akihito (30 kwietnia 2019)

7 kwietnia 2018 roku Japonia utworzyła swoją pierwszą brygadę piechoty morskiej od czasów II wojny światowej. W tym samym roku w zachodniej Japonii wystąpiły niezwykle obfite opady deszczu, które spowodowały śmierć wielu osób w Hiroszimie i Okayamie. Po czym trzęsienie ziemi nawiedziło Hokkaido, zabijając 44 osoby i powodując przerwy w dostawie prądu w całym regionie.
30 kwietnia 2019 roku cesarz Akihito abdykował na rzecz swojego syna Naruhito po ponad 30 latach na tronie, tym samym kończąc erę Heisei.

## Nobliści
- 1994 – Kenzaburo Oe, Literatura
- 2000 – Hideki Shirakawa, Chemia
- 2001 – Ryōji Noyori, Chemia
- 2002 – Kōichi Tanaka, Chemia
- 2008 – Yoichiro Nambu, Fizyka
- 2008 – Makoto Kobayashi, Fizyka
- 2008 – Toshihide Masukawa, Fizyka
- 2008 – Osamu Shimomura, Chemia
- 2010 – Eiichi Negishi, Chemia
- 2010 – Akira Suzuki, Chemia
- 2012 – Shinya Yamanaka, Fizjologia lub medycyna
- 2014 – Isamu Akasaki, Fizyka
- 2014 – Hiroshi Amano, Fizyka
- 2014 – Shūji Nakamura, Fizyka
- 2015 – Takaaki Kajita, Fizyka
- 2015 – Satoshi Ōmura, Fizjologia lub medycyna
- 2017 – Kazuo Ishiguro, Literatura
- 2018 – Tasuku Honjo, Fizjologia lub medycyna